# ORP Horodyszcze

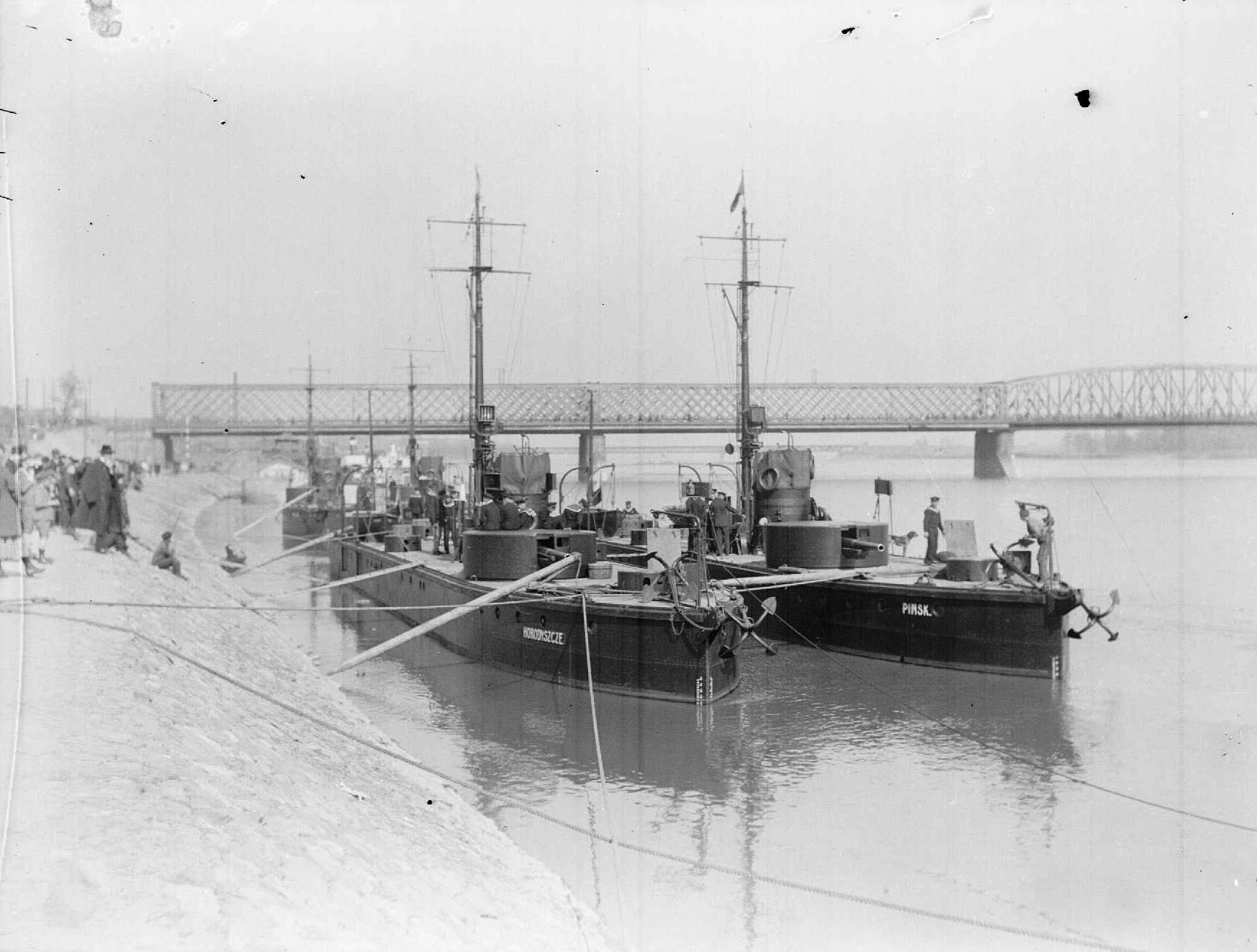
ORP "Horodyszcze" i ORP "Pińsk" przy moście Kierbedzia w Warszawie, ok. 1926–1931

ORP Horodyszcze – monitor rzeczny Marynarki Wojennej II RP, jedna z czterech jednostek typu Warszawa (tzw. „monitorów gdańskich”).

## Opis
Monitor został zbudowany w 1920 roku w Stoczni Gdańskiej, wraz z trzema bliźniaczymi jednostkami OORP „Pińsk”, „Toruń” (eks-„Mozyrz”) i flagowym „Warszawa”. Zamówienie na ich budowę marynarka złożyła 15 stycznia 1920. Budowano go jako drugi monitor serii, pod numerem S-14. 30 kwietnia 1920 roku Minister Spraw Wojskowych nadał mu nazwę „Horodyszcze”. Monitor, podobnie jak pozostałe, nie uzyskał gotowości na czas, aby zdążyć wziąć udziału w działaniach bojowych wojny polsko-bolszewickiej. Pierwszym dowódcą był por. mar. Stanisław Hryniewiecki. 20 sierpnia 1920 monitor wyruszył z Gdańska do Tczewa, a 1 września 1920 został wcielony do 1 Dywizjonu Flotylli Wiślanej. 18 października 1920 dowódcą został por. mar. Edward Szystowski. W dniach od 13 listopada do 7 grudnia 1920 monitor musiał być remontowany w Gdańsku. 13 stycznia 1921 monitor został oficjalnie odebrany od stoczni, podobnie jak pozostałe jednostki tego typu. W dniach od 26 marca do 2 kwietnia 1921 patrolował na dolnej Wiśle, obserwując niemiecki brzeg. 5 lipca 1921 dowódcą został por. mar. Aleksander Mohuczy. Latem 1923 i 1924 roku uczestniczył w manewrach na Zatoce Puckiej. Wiosną 1926 roku wraz z ORP „Pińsk” wszedł w skład Flotylli Pińskiej. Prawdopodobnie ORP „Horodyszcze”, jak i ORP „Warszawa” przed wrześniem 1939 roku nie zostały w pełni zmodernizowane. Modernizacja polegała tylko na wymianie silników na jednostki o mocy 100 KM.
Podobnie, jak inne jednostki Flotylli Rzecznej w Pińsku, nie brał udziału w walkach podczas kampanii wrześniowej. Po agresji radzieckiej wycofywał się na zachód, po czym został zatopiony przez załogę 18 września 1939 roku na Prypeci ok. 10 km na wschód od Mostów Wolańskich (wraz z monitorami „Toruń” i „Pińsk”). Jego marynarze dołączyli do SGO Polesie gen. Kleeberga.
5 października 1939 roku monitor został wydobyty przez Rosjan i po remoncie w Kijowie wcielony do służby pod nazwą „Bobrujsk”, formalnie wciągnięty na listę Flotylli Dnieprzańskiej już 24 października 1939 roku. Od 17 lipca 1940 roku wchodził w skład radzieckiej Flotylli Pińskiej. Po ataku Niemiec na ZSRR walczył od lipca 1941 roku na Prypeci (koło Dawidgródka 12 lipca i Rożawy) oraz na Dnieprze (pod Okuninowem i w obronie Kijowa). 31 sierpnia 1941 roku został ciężko uszkodzony w walce z czołgami niemieckimi, po czym, po wyczerpaniu amunicji, został wysadzony w powietrze na mieliźnie koło wsi Kozarowicze. Według innych źródeł, miał zostać zniszczony przez lotnictwo. 12 czerwca 1944 roku został podniesiony przez Rosjan, po czym złomowany w Kijowie.
Dowódcy:
- por. mar. Stanisław Hryniewiecki
- kpt. mar. Andrzej Marzecki (p.o. 1939)
- (lipiec 1941) st. lejtnant F.K. Siemionow[11]

## Dane taktyczno-techniczne
Uzbrojenie:
- początkowe
  - 2 działa kalibru 105 mm (2 × I)
  - 5 karabinów maszynowych kal. 7,92 mm
- od 1930:
  - 1 haubica kal. 100 mm,
  - 2 działa kal. 75 mm
  - 4 km kal. 7,92 mm
- w 1939[9]:
  - 3 działa kal. 75 mm wz. 97 (1 × II, 1 × I)
  - 4 km kal. 7,92 mm
- jako „Bobrujsk”[10]:
  - 3 działa kal. 76,2 mm USW (1 × II, 1 × I)[12]
  - 4 km kal. 7,62 mm
  - być może 2 wkm plot. kal. 12,7 mm DSzK[12]